# Каро Велоче L3/33
Carro Veloce L3/33 е италианска танкета, произвеждана от 1933 до 1935 г. от Ansaldo и FIAT. Тя е вариант на британската танкета Carden-Loyd Mk VI, произвеждана от 1927 г. Военната доктрина на Кралство Италия през 20-те и 30-те години се основава на превъзходството в авиацията и морския флот, а на бронетанковите войски е отредена ролята на поддържащи пехотата, и то преди всичко в североафриканските колонии. Затова преимущество се дава на производството на танкети и леки танкове. През 1929 г. Италия закупува няколко британски танкети Carden-Loyd Mk VI, както и лиценз за производството им. Фирмата „Ансалдо“ произвежда 25 бройки като версия CV29. Тя се отличава от прототипа с по-широки вериги и 6,5 мм картечница, италианско производство. Впоследствие танкетата е усъвършенствана – ходовата част е преработена за използване в планински условия, дължината на шасито е увеличена, а общата височина е намалена, увеличена е бронировката и е монтиран нов по-мощен двигател. През 1933 г. танкетата получава обозначение CV3/33 и е приета на въоръжение в италианската армия (първото число в означението означава тежестта на машината в тонове, а второто – годината на приемане на въоръжение). През 1938 г. името е променено на L3/33.

## Въоръжение
Първите версии на танкетата, произведени от „Ансалдо“, са въоръжени с една 6,5 мм картечница. Впоследствие са заменени с 8 мм картечница Breda. Поради ниската скорострелност на италианските картечници по-късните варианти на танкетата са въоръжени с 2 х 8 мм сдвоени картечници Breda 38 или Fiat-Revelli 35. За танкетите, поръчани от България, италианските картечници са заменени с една 8 мм картечница „Шварц-Лозе“, обр. 1907/12 г. В последните версии на танкетата са монтирани 13,2 мм картечница и дори 20 мм противотанково оръдие Solothurn S-18/100.
Произвеждан е и вариант на огнеметна танкета – L3 Lf (Lancia fiamme, „огнеметен“). При него е добавена двуколесна талига с резервоар от 400 л запалителна смес. Обхватът на действие на огнехвъргачката е 40-50 м.

## Бойно използване
Бойното кръщение на L3/33 е в Етиопия по време на Втората италианско-етиопска война 1935 – 1936 г. Танкетата се представя добре, тъй като противникът е слабо въоръжен и недобре военно подготвен. По време на Гражданската война в Испания обаче танкетата търпи сериози загуби срещу републиканските Т-26 и БТ-5. По време на Втората световна война е използвана по фронтовете на Франция, Албания, Северна Африка и СССР. Вследствие тежките загуби е изтеглена от фронта и използвана за охрана на обекти и борба с партизаните.

## Танкетата в България
Съгласно клаузите на Ньойския договор Царство България няма право да развива танкови войски. През 1934 г. обаче министърът на войната изпраща доклад до Министерския съвет, в който се настоява с оглед усиленото превъоръжаване на съседите на България да се закупи лека бронирана техника от Италия. На основата на този доклад е решено да се закупят 14 танкети Carro Veloce L3/33, като българската страна държи сделката да бъде запазена в пълна тайна до пристигането на техниката в България. По настояване на военните италианската картечница е заменена с австрийската 8 мм „Шварц-Лозе“, обр. 1907/12 г., която е на въоръжение в българската армия. В началото на 1935 г. машините са приети от комисия на Министерство на войната. Получените танкети са заведени в българската армия като лека бойна кола „Ансалдо-Фиат“. На 1 март 1935 г. с тях е сформирана една рота към 2 колоездачна дружина, с което се поставя началото на бронетанковите войски в България.
Танкетите участват в навлизането на българските войски в Южна Добруджа през октомври 1940 г. В реални бойни действия през Втората световна война не са участвали, защото по това време вече са оценени като морално остарели и с недостатъчен моторесурс и боеприпаси. Използват се като учебни коли към новосформирания Брониран полк, преобразуван по-късно в Бронирана бригада. През 1945 г. 9 от колите са бракувани и претопени, а след 1947 г. са свалени от въоръжение и останалите 5 коли.